# Dyschoriste angustifolia
Dyschoriste angustifolia là một loài thực vật có hoa trong họ Ô rô. Loài này được (Hemsl.) Kuntze mô tả khoa học đầu tiên năm 1891.